# 贤者之石 (歌剧)
《贤者之石》，又称《魔岛》（德語：Der Stein der Weisen, oder Die Zauberinsel），是由莫扎特（作品號K. 625/592a）与亨内贝格、弗朗茨·克薩韋爾·格尔、貝內迪克特·沙克及席卡内德合写的一部两幕歌唱剧。剧本作者是席卡内德。

## 写作过程
《贤者之石》是由五个人分部分合作创作完成。五人都参与创作了第二幕。而第一幕则由除莫扎特之外的四人完成。本剧的序曲则由亨内贝格写成。全剧剧本由伊曼紐爾·席卡内德写成， 取材于克里斯托夫·马丁·威兰发表于18世纪80年代末的童话集《金尼斯坦》。
参与本剧创作的五人后来也与《魔笛》有千丝万缕的联系：莫扎特负责全剧谱曲；席卡内德担当编剧以及统筹演出，并在首演时扮演了劇中角色帕帕基諾；亨内贝格是首演时的指挥，沙克和格尔则在首演时分别扮演了塔米诺与萨拉斯妥大祭司。两部的结构与取材类似。《贤者之石》可能为后者提供了一定的参考。 

## 反响与后世研究
这部歌剧在首演时曾风靡一时，但在莫扎特去世后近两个世纪都一直受到冷落。1996年，美国音乐学家大卫·布克发现这部作品中莫扎特创作部分的手稿的残片。在发现这些残片前，人们并不知道莫扎特参与了这部作品的创作。莫扎特写了这部剧中的一段二重唱“现在，我亲爱的妻子”（德語："Nun liebes Weibchen"）以及第二幕中其他两个片段。
“现在，我亲爱的妻子”的手稿现藏于巴黎的法國國家圖書館，剩余的手稿均已佚失。现在该剧都采用1795年复制本。

## 表演记录
这部歌唱剧于1790年9月11日在维也纳的维登剧场首演。亨内贝格担任首演指挥。首次录音是在1999年，由波士顿巴洛克乐团表演。

### 參照
1. ↑  Oestreich, James. . The New York Times. 1998-11-02  [2016-08-05]. （原始内容存档于2018-06-29） （英语）.
2. 1 2 3  . Fanfaire.   [2013-08-06]. （原始内容存档于2016-10-11） （英语）.
3. 1 2 3  Keefe, Simon (ed). . Cambridge Companions to Music reprinted. Cambridge University Press. 2004: 163–167. ISBN 9780521001922 （英语）.
4. ↑  . ArkivMusic.   [2013-08-06]. （原始内容存档于2020-07-14） （英语）.
5. 1 2  Rushton, Julian. . Oxford University Press. 2006: 208. ISBN 9780199726912 （英语）.